# 11969 Gay-Lussac
11969 Gay-Lussac eller 1994 PC37 är en asteroid i huvudbältet som upptäcktes den 10 augusti 1994 av den belgiske astronomen Eric W. Elst vid La Silla-observatoriet. Den är uppkallad efter franske kemisten och fysikern Joseph Louis Gay-Lussac.
Asteroiden har en diameter på ungefär 4 kilometer och den tillhör asteroidgruppen Agnia.